# MONALIGE
MONALIGE és l'acrònim del Movimiento Nacional de Liberación de Guinea Ecuatorial és un partit polític de Guinea Equatorial. Va néixer com un dels primers moviments independentistes en la llavors Guinea Espanyola, durant la dècada dels 50.

## Història

### Inicis
El MONALIGE va tenir els seus orígens en l'organització Croada Nacional d'Alliberament de Guinea Equatorial (CNLGE), creada a inicis de la dècada de 1950, si bé algunes fonts proposen com a data de la seva creació 1947 o 1948. La CNLGE estava liderada per Acacio Mañé Ela, qui va desenvolupar en l'època una vasta i profunda activitat de proselitisme cap a les seves idees pro-independentistes, realitzada sobretot entre les capes socials més cultes o pròsperes, i personalitats amb influència social, com a mestres auxiliars, administratius, agricultors i catequistas. Alguns dels seus partidaris més coneguts van ser el bubi Marcos Ropo Uri, i els fang Enrique Nvó i Francisco Ondó Michá, un prestigiós catequista que exercia en la missió de Nkue-Efulan. En 1959, Mañé va ser assassinat per les autoritats colonials.
A finals de la dècada dels 50 (les dates varien segons la font que es consulti: 1952, 1956 o 1959),la CNLGE canvia el seu nom a Moviment Nacional d'Alliberament de Guinea Equatorial (MONALIGE, inicialment MNLGE), a proposta d'Atanasio Ndongo, qui fou elegit Secretari General de la formació. altres líders del MONALIGE van ser Abilio Balboa Arkins, Pastor Torao Sikara, Francisco Dougan Mendo, Felipe Njoli, Agustin Efieso, Esteban Nsue, Ángel Masié i Justino Mbi. Els simpatitzants del MONALIGE provenien de la baixa burgesia nativa, incloent petits i mitjos empresaris i professionals. La seva seu es trobava a Santa Isabel. El MONALIGE va mantenir vincles amb la Idea Popular de Guinea Equatorial (IPGE).

### Activitats durant el període colonial
Atanasio Ndongo i altres líders del MONALIGE van sofrir persecució per part de les autoritats colonials espanyoles (que titllaren el moviment de comunista), raó per la qual s'exiliaren a Gabon. En 1961 el MONALIGE fou reconegut pel govern gabonès de León Mba.
En 1962 va defensar al costat de la IPGE la causa independentista guineana davant el Comitè de Descolonització de l'ONU.
Després de l'entrada en vigor en 1964 del règim autònom en la Guinea Espanyola, molts líders del MONALIGE (ja reconegut per les autoritats colonials, però encara vist amb mals ulls) van tornar de l'exili. Atanasio Ndongo, tanmateix, no tornaria fins a 1966. Para quan es va establir el règim autònom de Bonifacio Ondó Edu, el MONALIGE ja era un moviment polític amb una base de suport ben consolidada entre la societat, a diferència de la IPGE que va perdre adherents. Molts integrants de la IPGE i el MUNGE es van unir al MONALIGE, entre ells Francisco Macías Nguema, vicepresident del Govern Autònom. A diferència de moviments com el MUNGE, el MONALIGE propugnava la independència immediata de la Guinea Espanyola, però va mantenir postures més moderades que la IPGE.
El MONALIGE disposava d'organitzacions com la Unió General de Treballadors de Guinea Equatorial (UGTGE, sindicat d'inspiració cristiana) i una organització juvenil coneguda com a Milicias azules (o Jóvenes azules).

### Independència i il·legalització
El MONALIGE va participar en la Conferència Constitucional de Guinea Equatorial de 1967, durant la qual es va elaborar la Constitució de Guinea Equatorial de 1968, i va fer campanya a favor de l'aprovació d'aquesta constitució en el referèndum d'agost de 1968.
Per les eleccions generals de Guinea Equatorial de 1968 va presentar Atanasio Ndongo com a candidat presidencial. Ndongo va obtenir un 19.88% dels vots, i el MONALIGE 10 escons en l'Assemblea Nacional. Per a la segona volta, el MONALIGE va lliurar el seu suport al candidat de la IPGE Francisco Macías Nguema, qui finalment seria escollit com a President derrotant el candidat del MUNGE Bonifacio Ondó Edu. Després de la Independència de Guinea Equatorial diverses personalitats del MONALIGE van assumir càrrecs en la nova administració del país, entre elles Atanasio Ndongo (Ministre d'Afers exteriors) i Angel Masié (Ministre de l'Interior). Pastor Torao va ser elegit president de l'Assemblea Nacional.
Després del intent de cop d'estat de 1969, mitjançant el qual Ndongo va pretendre enderrocar al President Macías, molts líders del MONALIGE (entre ells el propi Ndongo, Saturnino Ibongo Iyanga, Armando Balboa Dougan i Pastor Torao) van ser detinguts i assassinats. En 1970 el MONALIGE va ser il·legalitzat al costat dels altres partits existents després que Macías establís el Partit Únic Nacional dels Treballadors com partit únic i iniciés un règim dictatorial que es perllongaria fins a 1979.

### Actualitat
El MONALIGE va continuar amb les seves activitats en l'exili, estant actiu fins avui. En l'actualitat, forma part de l'oposició en l'exili al règim de Teodoro Obiang Nguema i el seu president és Adolfo Obiang Bikó. En 2014 el MONALIGE va participar en un Diàleg Nacional convocat per Obiang per dialogar amb l'oposició tant nacional com en l'exili.